# Xã Salem, Quận Washtenaw, Michigan
Xã Salem (tiếng Anh: Salem Township) là một xã thuộc quận Washtenaw, tiểu bang Michigan, Hoa Kỳ. Năm 2010, dân số của xã này là 5.627 người.